# Hans Swoboda
Hans Swoboda (Stockerau (Neder-Oostenrijk), 3 januari 1913 – aldaar, 6 april 1987) was een Oostenrijks componist en dirigent. 

## Levensloop
Swoboda kreeg privélessen voor viool en slagwerk en speelde op 14-jarige leeftijd slagwerk in openbare concerten. Van 1930 tot 1938 was hij met beide instrumenten in verschillende orkesten werkzaam. Daarnaast studeerde hij bij de militaire kapelmeester Franz Thalndorfer (1885-1963) dirigeren. Van 1942 tot 1944 dirigeerde hij een strijkorkest in toen Agram, nu Zagreb, Kroatië en toen Esseg, nu Osijek, Kroatië. Daarna studeerde hij tot 1954 aan de Universität für Musik und darstellende Kunst Wien in Wenen bij Carl Frotzler compositie en harmonie. Van 1949 tot 1960 was hij dirigent van een eigen orkest en van 1965 tot 1971 dirigeerde hij het Blasorchester Stockerau. Vanaf 1972 was hij dirigent van de Wiener Trachtenkapelle. 
Hij was voorzitter van de van hem zelf gestichte Prof. Carl Frotzler-Gesellschaft. In 1972 werd hij met de gouden medaille van het ereteken voor verdiensten om het land Neder-Oostenrijk onderscheiden. 

## Composities

### Werken voor harmonieorkest
- Kleine Festfanfare
- Oberst Rod-Marsch
- Walzer Maiennacht

## Publicaties
- Siegfried Lang: Lexikon Österreichischer U-Musik-Komponisten im 20. Jahrhundert, Wien: Österreichischen Komponistenbundes (OKB)/Arbeitskreis U-Musik, 1987, 248 p.

- Gemeinsame Normdatei: 1045461695
- International Standard Name Identifier: 0000 0004 2520 9994
- Virtual International Authority File: 305916186